# Young Boy
Young Boy (englisch „Junge“) ist ein Lied des britischen Musikers Paul McCartney, das 1997 als Single A-Seite veröffentlicht wurde. Komponiert wurde es von Paul McCartney.

## Hintergrund
Young Boy wurde im August 1994 in Long Island in den USA geschrieben. Paul McCartney sagte 1997 über die Entstehung des Liedes: „"Young Boy" war ein weiteres dieser "Setze dir eine willkürliche Deadline"-Ziel. Tatsächlich war es nur ein "Poor Boy". "Nur ein armer Junge, der nach einem Weg sucht, Liebe zu finden." Der "Poor Boy" erinnerte mich an einen alten Elvis-Song und "Poor Boy" hatte einfach zu viele Konnotationen. Also 'Young Boy' war besser, ich mochte das Wort 'Young Boy' lieber. Und ich fing an, diesen Song zu erfinden, weißt du, ich dachte einfach an all die jungen Leute, die ich kenne, die in dieser Position sind, die gerade eine Romanze beginnen oder anfangen, ihren Partner zu finden oder was auch immer. Und ich wurde einfach zu einem Subjekt, weißt du, ich erinnere mich selbst gut genug daran. "Auf der Suche nach einem Weg, die Liebe zu finden"...“
Für die Aufnahme des Liedes erneuerte er seine musikalische Freundschaft mit Steve Miller, mit dem er das letzte Mal am 9. Mai 1969 nach einer geschäftlichen Auseinandersetzung mit den übrigen drei Beatles, zusammengearbeitet hatte. McCartney schrieb in der Sommerausgabe 1997 des Club Sandwich dazu: „Ich hatte Steve Miller seit einem Abend in den Olympic Studios im Jahr 1969 nicht mehr gesehen, als es ein unglückliches Geschäftstreffen gab und eine Beatles-Session abbrach. Spontan hatten Steve und ich uns zusammengetan und gegen drei oder vier Uhr morgens hatten wir zusammen "My Dark Hour" aufgenommen, das er auf seinem nächsten Album veröffentlichte. Ich habe es kürzlich meinem Sohn James vorgespielt, der wissen möchte, was sein Vater damals gemacht hat, und er mochte es. Das erinnerte mich an Steve, ich rief ihn an, wir brachten unsere Freundschaft wieder in Schwung und er lud mich in sein Studio in Idaho ein. Wieder mit ihm zu arbeiten, war wie ein Rückfall in eine angenehme alte Gewohnheit. Steve ist schwer zu produzieren, weil er ein großer Perfektionist ist, aber ich habe ihm einfach gesagt, dass er die Gitarre "verprügeln" soll. Ich liebe sein Gitarrenspiel.“
Young Boy war die erste Singleauskopplung aus dem Album Flaming Pie, sie erreichte Platz 55 in Deutschland und in Großbritannien Platz 19 in den jeweiligen Charts. In den USA wurde die Single nicht veröffentlicht.
Für das Lied Young Boy wurden zwei Musikvideos produziert. Der erste unter der Regie von Geoff Wonfor, ein weiterer unter Alistair Donald.
Paul McCartney spielte den Song nur drei Mal live. Das erste Mal während eines Mini-Akustikkonzert auf dem Dach seines Bürogebäudes am Soho Square in London. Das zweite Mal am 27. Juni 1997 im britischen Fernsehen, letztmalig in der Oprah Winfrey Show am 20. November.
Young Boy und The World Tonight sind im Soundtrack von dem Spielfilm Fathers' Day enthalten, einer Komödie unter der Regie von Ivan Reitman, die am 9. Mai 1997 in den USA veröffentlicht wurde. Für den Film wurden spezielle 5.1-Mixe erstellt.

## Aufnahme

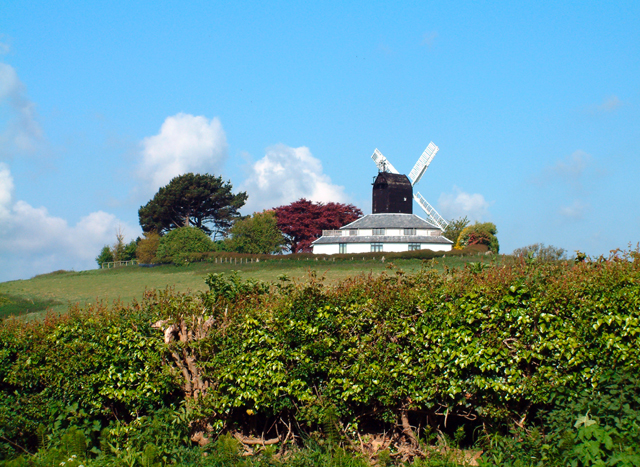
Im Hogg Hill Mill Studio wurde ein Teil der Aufnahmen eingespielt

Die Aufnahmesession für Young Boy fand am 22. Februar 1995 in Steve Millers eigenem Studio in Sun Valley, Idaho, USA statt, wobei Paul McCartney als Produzent fungierte. Overdub-Aufnahmen erfolgten am 21. und 22. März 1995 in McCartneys eigenem Hogg Hill Mill Studio in Sussex. Geoff Emerick und Jon Jacobs sowie Keith Smith und Frank Farrell waren die Toningenieure der Aufnahmen.
Besetzung:
- Paul McCartney: Gesang, Akustische Gitarre, Bassgitarre, Hammondorgel, Schlagzeug
- Steve Miller: E-Gitarre, Hintergrundgesang

## Coverversionen
Es gibt zwei Coverversionen von Young Boy.

## Veröffentlichung
- Am 28. April 1997 erschien in Großbritannien die 7″-Vinyl-Single Young Boy / Looking for You in Form einer Picture-Disc[5] und einer schwarzen Jukebox-Single[6]; die B-Seite wurde während der Sessions zum Album Flaming Pie aufgenommen.
  - In den USA wurde die Single nicht veröffentlicht, es wurden aber 5″-CD-Promotionsingles[7] hergestellt und an Radiostationen verteilt.
  - Weiterhin wurde in Großbritannien und Kontinentaleuropa eine 5″-CD-Single[8] mit folgenden Liedern veröffentlicht: Young Boy / Looking for You / Oobu Joobu – Part 1: Some Folks Say Oobu – Oobu Joobu Main Theme – Fun Packed House – I Love This House – Clock Work – Paul Talks About “Young Boy” – Oobu Joobu We Love You – Oobu Joobu Main Theme. Das Lied I Love This House wurde am 25. September 1984 unter der Produktionsleitung von Paul McCartney und David Foster aufgenommen.
  - In den Niederlanden erschien noch die 5″-CD-Single: Young Boy / Looking for You.[9]
  - In Großbritannien wurde noch eine zweite 5″-CD-Single veröffentlicht: Young Boy / Broomstick / Oobu Joobu – Part 2: Wide Screen Radio – Oobu Joobu We Love You – Oobu Joobu Main Theme – Brilliant, What’s Next? – Atlantic Ocean – Paul McCartney Reminiscences – Bouree – Oobu Joobu We Love You – Oobu Joobu Main Theme.[10] Broomstick wurde während der Sessions zum Album Flaming Pie aufgenommen, während Atlantic Ocean im März 1987 aufgenommen und von Phil Ramone produziert wurde. Alle weiteren Teile von Oobu Joobu Part 1 und 2 entstammen der gleichnamigen Radioserie.
  - In Großbritannien wurden 5″-CD-Promotionsingles mit dem Lied Young Boy hergestellt.[11]
- Am 5. Mai 1997 erschien das Album Flaming Pie, auf dem sich das Lied Young Boy befindet.
- Am 2. Dezember 2022 wurde die Singlebox The 7″ Singles Box veröffentlicht, die auch Young Boy enthält.